# Pierre Monteil
Pour les articles homonymes, voir Monteil.
Pierre Monteil, né à Saint-Augustin (Corrèze) le 30 septembre 1925 et mort le 2 mars 2005 à Dijon, est un écrivain et universitaire français.

## Biographie
Ancien élève de la khâgne de Louis-le-Grand et de l'École normale supérieure (Lettres 1948), puis auditeur assidu au Collège de France et à l'École pratique des hautes études, Pierre Monteil est docteur ès lettres, agrégé de grammaire (reçu premier en 1951) et officier des Palmes académiques.
En 1963, il est maître de conférences, puis dès 1964 professeur titulaire de la chaire de philologie classique et de grammaire comparée à la faculté des lettres de Dijon. 
Ses travaux portent sur les langues grecque et latine.

## Publications
- La Phrase relative en grec ancien (1963).
- Beau et laid en latin : étude du vocabulaire (1964), édition commentée de Théocrite.
- Théocrite, Idylles II, V, VII, XI, XV (1968).
- Éléments de phonétique et de morphologie du latin (1970).
- Le Parler de Saint-Augustin : description linguistique d'un micro-dialecte occitan de Corrèze (2 tomes, 1997).